# Gorenja Brezovica, Šentjernej
Gorenja Brezovica je naselje v Občini Šentjernej.